# Szent Hór
Szent Hór vagy Ór (? – 390 körül) szentként tisztelt ókeresztény egyiptomi remete, az úgynevezett sivatagi atyák egyike.

## Élete
A szkétiszi szerzetesek első nemzedékéhez tartozott, és Szent Sziszoész idejében élt. Az Apophthegmata Patrum több mondását idézi, bár ezek eredetisége nem állapítható meg minden kétséget kizáróan. (Másik három egyiptomi [egy nitriai, egy thébaiszi, és egy pbaui] Hór neve ismert a korban.)

## Korabeli források
Alább korabeli források találhatók magyar fordításban Szent Hór életéről:
- Tyrannius Rufinus: Az egyiptomi szerzetesek története (ford. Pataki Elvira), Pázmány Péter Katolikus Egyetem Bölcsészettudományi Kar, Piliscsaba, 2004, ISBN 963 9296 57 0, 78–81. o.

## Lásd még
- Ortodox szentek listája
- Sivatagi atyák